# Casa-forte do Rio Guamá
A Casa-Forte do rio Guamá foi uma fortificação localizada às margens do rio Guamá, na altura da sua segunda cachoeira, onde terminava a viagem fluvial e se iniciava a estrada que comunicava o Pará com o Maranhão, local da atual cidade de Ourém, no estado do Pará, no Brasil.

## História
Foi erguida por Luiz de Moura, particular que auxiliou o Governador José Maia da Gama na abertura de uma via terrestre entre o Pará e o Maranhão, às próprias expensas, em 1725. Em madeira, ficou artilhada com armamento que lhe permitia repelir um ataque indígena, obrigando ao pagamento de tributo todas as mercadorias que por ali passassem (GARRIDO, 1940:34). Nesse sentido, funcionava como um Registro, à semelhança dos instalados na Estrada Real, que ligava as Minas Gerais ao Rio de Janeiro. BARRETTO (1958) complementa que Luiz de Moura ergueu a estrutura em troca de uma patente de Capitão de Infantaria com o soldo de soldado, observando que este nunca lhe foi pago (op. cit., p. 50-51).
Em 1753 o governador Francisco Xavier de Mendonça Furtado fundou junto desta casa-forte um povoado, embrião da atual cidade de Ourém, aí fixando um contingente de cerca de 150 indígenas tomados a traficantes de escravos, e implantando uma escola para o ensino primário. (OLIVEIRA, 1968:747)